# Estádio Príncipe Moulay Abdellah
O Estádio Príncipe Moulay Abdellah (em francês: Stade Prince Moulay Abdellah, em árabe: ستاد مولاي عبدالله) é estádio multiuso localizado em Rabat, capital do Marrocos. Inaugurado oficialmente em 1983, seu nome rende homenagem ao príncipe Moulay Abdellah, tio de Maomé VI, atual rei do Marrocos. 
Com capacidade para receber até 65 000 espectadores, sendo o segundo maior estádio do país, é sede única do Encontro Internacional Maomé VI de Atletismo desde 2008. Além disso, foi uma das sedes oficiais do Campeonato Africano das Nações de 1988, da Copa do Mundo de Clubes da FIFA de 2014 e também da Copa do Mundo de Clubes da FIFA de 2022
O estádio é oficialmente a casa onde o FAR Rabat, tradicional clube da capital marroquina, manda seus jogos oficiais por competições nacionais e continentais. Esporadicamente, a Seleção Marroquina de Futebol também manda ali partidas amistosas e oficiais.